# Fabrice Colas
Fabrice Colas (Rueil-Malmaison, 21 juli 1964) is een voormalig Frans baanwielrenner.

## kampioenschappen
| Jaar | WK              | Olympische Zomerspelen |
| ---- | --------------- | ---------------------- |
| 1984 |                 | 1000m tijdrit          |
| 1985 |                 |                        |
| 1986 |                 |                        |
| 1987 | tandem          |                        |
| 1988 | tandem          | herkansingen sprint    |
| 1989 | tandem          |                        |
| 1990 |                 |                        |
| 1991 | sprint · keirin |                        |
| 1992 |                 |                        |
| 1993 |                 |                        |
| 1994 | tandem          |                        |